# Ernst Hammer
Ernst Hammer (Sokolov; 20 de octubre de 1884-Viena; 2 de diciembre de 1957) fue un oficial germano-austríaco de cuatro ejércitos desde el 1 de octubre de 1903, cuando se incorporó como voluntario de un año.

## Carrera militar
Sirvió como oficial en los siguientes ejércitos:
- en el Ejército Común: con rango de oberleutnant (teniente);
- en el Ejército Imperial y Real (k.u.k. Armee ), en el rango de hauptmann (capitán);
- en el Bundesheer, con el rango de generalmajor (mayor general) (transferido al Ejército alemán el 15 de marzo de 1938);
- y en la Wehrmacht durante la II Guerra Mundial, alcanzando el rango de generalleutnant (teniente general).

Fue condecorado con la Cruz de Caballero de la Cruz de Hierro. Como comandante de la 75.ª División de Infantería, ordenó a sus soldados el 28 de octubre de 1941 disparar a las prisioneras de guerra soviéticas en el acto, alegando que las mujeres no podrían considerarse como enemigo reconocido de la Wehrmacht. En septiembre de 1941 renunció el mando de la división, si bien un mes después se le encargó el mando de la 190.ª División de Infantería. Fue capturado en abril de 1945 y enviado a un campo de prisioneros de guerra el 13 de ese mes.
Después de la guerra residió en Viena hasta su muerte.

### Condecoraciones
- Cruz al Mérito Militar, 3ª Clase con Decoración de Guerra y Espadas (Austria-Hungría, I Guerra Mundial)
- Medalla al Mérito Militar, en Plata y Bronce (Austria-Hungría, I Guerra Mundial)
- Cruz de las Tropas de Carlos (I Guerra Mundial)
- Estrella de Gallipoli (I Guerra Mundial)
- Cruz de Honor 1914-1918
- Cruz de Hierro (1914)
  - 2ª Clase
  - 1ª Clase
- Broche de la Cruz de Hierro
  - 2ª Clase
  - 1ª Clase
- Medalla del Frente Oriental
- Cruz de Caballero de la Cruz de Hierro el 20 de diciembre de 1941 como Generalleutnant y comandante de la 75. Infanterie-Division[3]